# Хейл (окръг, Тексас)
Окръг Хейл (на английски: Hale County) е окръг в щата Тексас, Съединени американски щати. Площта му е 2603 km², а населението - 36 602 души (2000). Административен център е град Плейнвю.